# Liga Futbolu Amerykańskiego 1 2020
La Liga Futbolu Amerikańskiego 1 2020 è la 3ª edizione del campionato di football americano di primo livello, organizzato dalla Liga Futbolu Amerikańskiego. Per la prima volta conferisce il titolo ufficiale di campione di Polonia.

## Squadre partecipanti
| Club                 | Città     | Stadio | Sponsor ufficiale | Risultato nella stagione 2019 |
| -------------------- | --------- | ------ | ----------------- | ----------------------------- |
| Bydgoszcz Archers    | Bydgoszcz |        |                   |                               |
| Lowlanders Białystok | Białystok |        |                   |                               |
| Panthers Wrocław     | Breslavia |        |                   |                               |
| Silesia Rebels       | Katowice  |        |                   |                               |
| Tychy Falcons        | Tychy     |        |                   |                               |
| Warsaw Mets          | Varsavia  |        |                   |                               |

## Stagione regolare

### Calendario

#### 1ª giornata
| Białystok 5 settembre 2020, ore 12:00 | Lowlanders Białystok | 38 – 14 (19-7 12-0 7-7 0-0) referto | Silesia Rebels | Stadion Miejski |

| Tychy 5 settembre 2020, ore 15:00 | Tychy Falcons | 0 – 51 referto | Panthers Wrocław | Stadion Miejski |

| Varsavia 6 settembre 2020, ore 14:00 | Warsaw Mets | 7 – 17 referto | Bydgoszcz Archers | Stadion im. gen. Kazimierza Sosnkowskiego |

#### 2ª giornata
| Katowice 12 settembre 2020, ore 16:30 | Silesia Rebels | 7 – 52 (0-14 7-20 0-14 7-7) referto | Panthers Wrocław | Boisko Rapid |

| Varsavia 13 settembre 2020 | Warsaw Mets | 0 – 16 referto | Tychy Falcons | Stadion im. gen. Kazimierza Sosnkowskiego |

#### 3ª giornata
| Bydgoszcz 19 settembre 2020, ore 18:00 | Bydgoszcz Archers | 24 – 49 referto | Lowlanders Białystok | KPP Bydgoszcz |

| Katowice 20 settembre 2020, ore 16:30 | Silesia Rebels | 26 – 42 (0-14 7-20 0-14 7-7) referto | Tychy Falcons | Boisko Rapid |

#### 4ª giornata
| Varsavia 27 settembre 2020 | Warsaw Mets | 0 – 25 referto | Lowlanders Białystok | Stadion im. gen. Kazimierza Sosnkowskiego |

#### 5ª giornata
| Breslavia 3 ottobre 2020 | Panthers Wrocław | 62 – 0 referto | Warsaw Mets | Stadion Olimpijski |

| Tychy 3 ottobre 2020 | Tychy Falcons | 32 – 44 (6-8 16-14 0-8 10-14) referto | Lowlanders Białystok | Stadion Miejski |

| Bydgoszcz 3 ottobre 2020 | Bydgoszcz Archers | 29 – 28 referto | Silesia Rebels | KPP Bydgoszcz |

#### 6ª giornata
| Breslavia 10 ottobre 2020 | Panthers Wrocław | 58 – 0 referto | Bydgoszcz Archers | Stadion Olimpijski |

#### 7ª giornata
| Białystok 17 ottobre 2020, ore 12:00 | Lowlanders Białystok | 13 – 37 (6-0 0-16 7-21 0-0) referto | Panthers Wrocław | Stadion Miejski |

| Tychy 18 ottobre 2020, ore 13:00 | Tychy Falcons | 30 – 0 referto | Bydgoszcz Archers | Stadion Miejski |

| Chorzów 18 ottobre 2020 | Silesia Rebels | 20 – 35 referto | Warsaw Mets | Stadion Śląski |

### Classifica
La classifica della regular season è la seguente:
- PCT = percentuale di vittorie, G = partite giocate, V = partite vinte,  P = partite perse, PF = punti fatti, PS = punti subiti

| Pos. | Squadra              | PCT   | G | V | P | PF  | PS  |
| ---- | -------------------- | ----- | - | - | - | --- | --- |
| 1    | Panthers Wrocław     | 1.000 | 5 | 5 | 0 | 297 | 33  |
| 2    | Lowlanders Białystok | .800  | 5 | 4 | 1 | 223 | 164 |
| 3    | Tychy Falcons        | .600  | 5 | 3 | 2 | 140 | 162 |
| 4    | Bydgoszcz Archers    | .400  | 5 | 2 | 3 | 70  | 172 |
| 5    | Warsaw Mets          | .200  | 5 | 1 | 4 | 42  | 140 |
| 6    | Silesia Rebels       | .000  | 5 | 0 | 5 | 95  | 196 |

## Playoff

### Tabellone
|  | Semifinali | Semifinali           | Semifinali |                      |    | XV Polish Bowl   | XV Polish Bowl | XV Polish Bowl |  |
|  |            |                      |            |                      |    |                  |                |                |  |
|  | 1          | Panthers Wrocław     | 56         |                      |    |                  |                |                |  |
|  | 1          | Panthers Wrocław     | 56         |                      |    |                  |                |                |  |
|  | 4          | Bydgoszcz Archers    | 0          |                      |    |                  |                |                |  |
|  | 4          | Bydgoszcz Archers    | 0          |                      | 1  | Panthers Wrocław | 48             |                |  |
|  |            |                      |            |                      | 1  | Panthers Wrocław | 48             |                |  |
|  |            |                      | 2          | Lowlanders Białystok | 12 |                  |                |                |  |
|  | 2          | Lowlanders Białystok | 2          | Lowlanders Białystok | 12 | 41               |                |                |  |
|  | 2          | Lowlanders Białystok |            |                      |    |                  |                |                |  |
|  | 3          | Tychy Falcons        | 20         |                      |    |                  |                |                |  |

### Semifinali
| Białystok 31 ottobre 2020, ore 12:00 | Lowlanders Białystok | 41 – 20 (7-6 21-0 6-8 7-6) referto | Tychy Falcons | Stadion Miejski |

| Breslavia 1º novembre 2020, ore 13:00 | Panthers Wrocław | 56 – 0 referto | Bydgoszcz Archers | Stadion Olimpijski |

### XV Polish Bowl
| Breslavia 14 novembre 2020, ore 15:30 | Panthers Wrocław | 48 – 12 referto | Lowlanders Białystok | Stadion Olimpijski |

## XV Polish Bowl
Il XV Polish Bowl è stato disputato il 14 novembre 2020 allo Stadion Olimpijski di Breslavia. L'incontro è stato vinto dai Panthers Wrocław sui Lowlanders Białystok con il risultato di 48 a 12.

## Verdetti
- Panthers Wrocław Campioni della Polonia 2020